# Jurgis Baltrušaitis
Jurgis Kazimirovitsj Baltrušaitis (cirílico russo: Ю́ргис Казими́рович Балтруша́йтис, Paantvardys, 2 de maio de 1873-Paris, 3 de janeiro de 1944) foi um poeta simbolista, tradutor, diplomata e crítico de arte da Lituânia.

## Biografia
Nasceu numa família de agricultores perto de Jurbarkas (então Império Russo). Estudou em Kaunas e cursou matemática e física la Universidade Estatal de Moscovo, onde ao mesmo tempo estudou história e filologia. Baltrušaitis aprendeu 15 línguas ao longo da sua vida.
A partir de 1895 Baltrušaitis começou a escrever para algumas revistas literárias de Moscovo (Scorpio, Vesy, Severnyie Tzvety). Membro da elite cultural da cidade, Baltrušaitis foi amigo e colega de Anton Chekhov, Konstantin Balmont, Valeri Briusov, Viacheslav Ivanov, Maksim Gorki, Konstantin Stanislavski, Mikhail Vrubel e Aleksandr Skriabin. Boris Pasternak foi precetor dos seus filhos.
Baltrušaitis publicou três antologias de poesia em russo e outras em lituano e traduziu par russo escritores como Henrik Ibsen, Oscar Wilde, August Strindberg, Knut Hamsun ou Gabriele D'Annunzio. A sua tradução de Sult (Fome) de Hamsun é considerada um clássico e tem sido republicada continuamente até à atualidade.
Entre 1900 e 1914 viveu na Itália e Noruega e viajou muito pela Europa Ocidental. Durante a Primeira Guerra Mundial e a subsequente Revolução Russa participou ativamente na independência da Lituania. Em 1919 foi eleito presidente da União de Escritores de Moscovo e ajudou muitos intelectuais durante a República Socialista Federativa Soviética da Rússia.
Foi embaixador lituano na Rússia a partir de 1920 e recebeu um doutoramento honoris causa  da Universidade Vytautas Magnus. Manteve o cargo de embaixador até 1939, quando foi nomeado conselheiro cultural na embaixada lituana em Paris. Após a anexação da Lituânia pela URSS, o seu filho, Jurgis Baltrušaitis, artista e crítico de arte, foi também diplomata. Baltrušaitis (pai) morreu em Paris e está sepultado em Montrouge.